# Igor Ivanovič Vlastov
Igor Ivanovič Vlastov (rusko Егор Иванович Властов), ruski general, * 1769, † 1837.
Bil je eden izmed pomembnejših generalov, ki so se borili med Napoleonovo invazijo na Rusijo; posledično je bil njegov portret dodan v Vojaško galerijo Zimskega dvorca.

## Življenje
18. marca 1790 je vstopil v vojaško službo kot poročnik in je že istega leta sodeloval v bojih proti Švedom in nato v leti 1972-74 v bojih proti Poljakom. 
27. julija 1806 je postal poveljnik 24. lovskega polka, s katerim se je udeležil bojev proti Francozom (1806-07). 12. decembra 1807 je bil povišan v polkovnika.
Med veliko patriotsko vojno je poveljeval svojemu polku, nato pa 3. brigadi 5. pehotne divizije. 18. oktobra 1812 je bil povišan v generalmajorja.
Leta 1815 je sodeloval v bojih za Pariz, za kar je bil 1. junija istega leta povišan v generalporočnika.